# Liste der Monuments historiques in Aulnoye-Aymeries
Die Liste der Monuments historiques in Aulnoye-Aymeries führt die Monuments historiques in der französischen Gemeinde Aulnoye-Aymeries auf.

## Liste der Bauwerke
| Bezeichnung | Beschreibung | Standort                         | Kennzeichnung | Schutzstatus | Datum | Bild |
| ----------- | ------------ | -------------------------------- | ------------- | ------------ | ----- | ---- |
| Motte       |              | Les Prés-de-la-Basse-Cour (Lage) | PA00107351    | Inscrit      | 1988  |      |

## Liste der Objekte
- Monuments historiques (Objekte) in Aulnoye-Aymeries in der Base Palissy des französischen Kultusministeriums